# Metso
Metso Oyj er en finsk industri-teknologikoncern. Den blev etableret i 2020 ved en fusion mellem Outotec og Metso Minerals. Virksomheden fokuserer på teknologi og service til aggregat, forarbejdning af mineraler og raffinering af metaller. I maj 2023 forkortede Metso Outotec sit navn til Metso.